# Tribunal Regional Eleitoral do Rio Grande do Sul

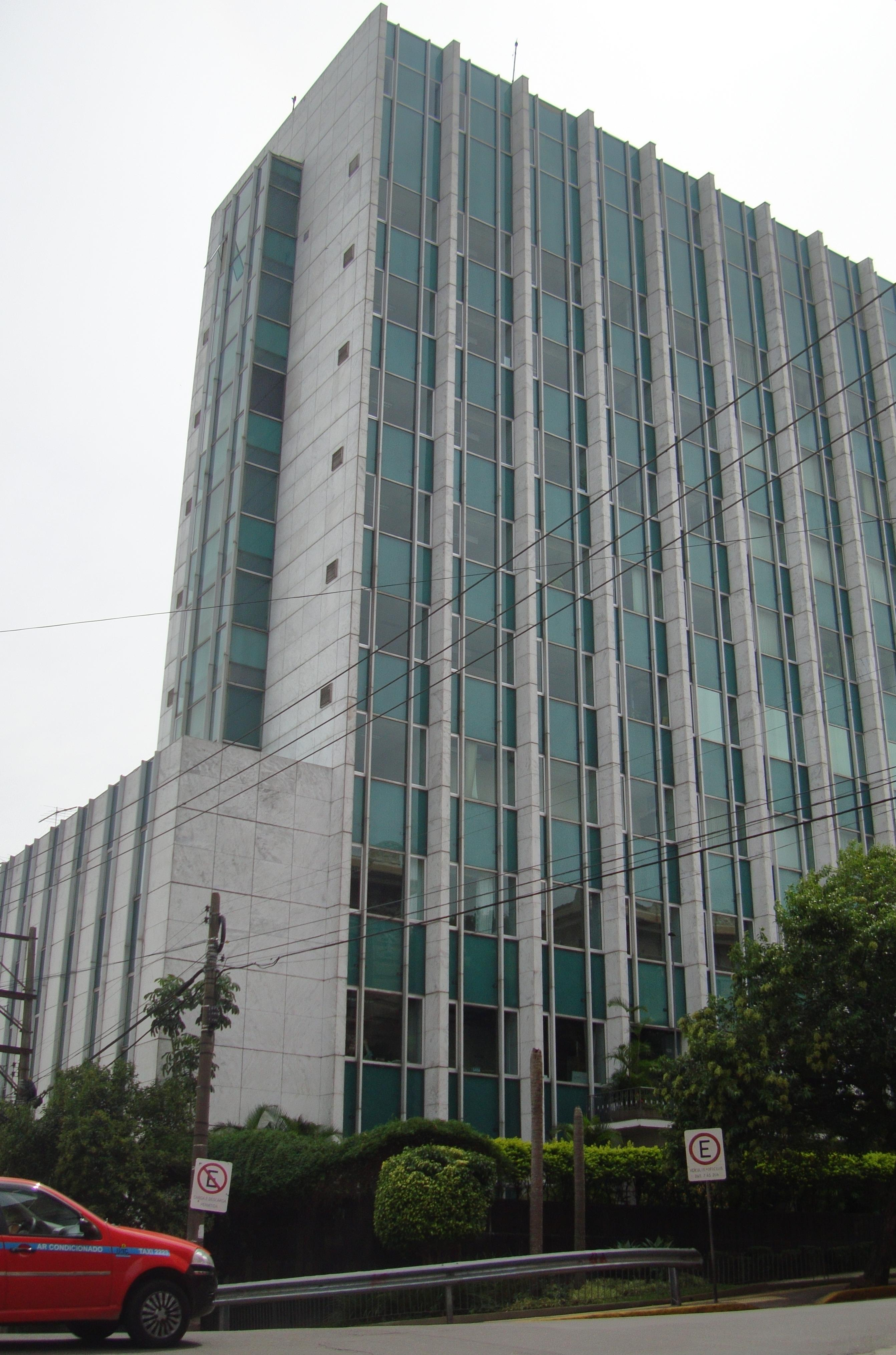
Sede do TRE-RS

O Tribunal Regional Eleitoral do Rio Grande do Sul (TRE-RS), é um órgão da Justiça Eleitoral da República Federativa do Brasil, integrante do Poder Judiciário da União, com jurisdição em todo o território do estado do Rio Grande do Sul e sede na cidade de Porto Alegre, capital do estado.

## Histórico
No ano de 1932, no Brasil, foi criada a Justiça Eleitoral, visando promover o pleito eleitoral previsto para ocorrer no ano seguinte. Assim, foram criados os Tribunais Regionais Eleitorais, bem como o Tribunal Superior Eleitoral, instância máxima da Justiça Eleitoral brasileira.

### O TRE-RS e o Estado Novo
No ano de 1937, com a publicação de uma nova Constituição Federal, instalou-se no Brasil uma ditadura sob o governo de Getúlio Vargas, a qual perdurou até 1945, período conhecido como Estado Novo. Neste período, a Justiça Eleitoral deixou de existir no Brasil, visto que a nova Constituição não fez qualquer menção à sua existência. Neste escopo, também o Tribunal Regional Eleitoral do Rio Grande do Sul deixou de existir, renascendo, com a democracia brasileira, apenas no ano 1945.

### O renascimento do TRE-RS
Em 1945, com a edição do Decreto-Lei n. 7.586/1945, é recriada a estrutura da Justiça Eleitoral. No Rio Grande do Sul, o Tribunal Regional Eleitoral se instala no dia 8 de junho de 1945. Ainda sem uma estrutura permanente, o órgão ocupa instalações provisórias, cedidas pela Assembleia Legislativa do Rio Grande do Sul, e a suas sessões eram realizadas em uma das salas do Tribunal de Alçada, hoje denominado Tribunal de Justiça.

## Composição
O Tribunal Regional Eleitoral do Rio Grande do Sul, da mesma forma que os outros Tribunais Regionais Eleitorais, é composto por sete juízes, assim escolhidos:
a) dois desembargadores do Tribunal de Justiça do estado do Rio Grande do Sul, eleitos entre os seus membros;
b) dois juízes de direito, escolhidos pelo Tribunal de Justiça;
c) um desembargador federal do Tribunal Regional Federal, escolhido pelo respectivo Tribunal;
d) dois advogados de notável saber jurídico e idoneidade moral, dentre seis indicados pelo Tribunal de Justiça, e nomeados pelo Presidente da República.

## Presidentes
A Justiça Eleitoral gaúcha foi presidida pelos seguintes Desembargadores:
| Nome                                         | Início do Mandato       | Término do Mandato      |
| -------------------------------------------- | ----------------------- | ----------------------- |
| Des. Luiz Mello Guimarães                    | Julho/1932              | Julho/1935              |
| Des. Espiridião Medeiros                     | Setembro/1935           | Outubro/1936            |
| Des. La Hire Guerra                          | Final de 1936           | Final de 1937           |
| Des. Osvaldo Caminha                         | Últimas sessões de 1937 | Últimas sessões de 1937 |
| Des. Celso Afonso Soares Pereira             | 08.06.1945              | 23.10.1946              |
| Des. Erasto Roxo de Araújo                   | 24.10.1946              | 24.10.1950              |
| Des. Homero Marques Baptista                 | 25.10.1950              | 24.10.1954              |
| Des. Celso Afonso Soares Pereira             | 25.10.1954              | 13.12.1954              |
| Des. Darcy Pinto                             | 15.12.1954              | 24.04.1955              |
| Des. Crisanto de Paula Dias                  | 02.05.1955              | 24.10.1958              |
| Des. Carlos Thompson Flores                  | 25.10.1958              | 26.12.1958              |
| Des. Sisínio Bastos de Figueiredo            | 30.12.1958              | 02.07.1959              |
| Des. Balthazar Gama Barbosa                  | 03.07.1959              | 30.11.1962              |
| Des. Cyro Pestana                            | 14.12.1962              | 31.12.1962              |
| Des. Júlio Costamilan Rosa                   | 02.01.1963              | 13.12.1966              |
| Des. José Faria Rosa da Silva                | 14.12.1966              | 22.08.1967              |
| Des. Pedro Soares Muñoz                      | 25.08.1967              | 14.12.1970              |
| Des. Paulo de Tarso Cachapuz de Medeiros     | 15.12.1970              | 24.08.1971              |
| Des. Paulo Beck Machado                      | 25.08.1971              | 13.12.1974              |
| Des. Júlio Martins Porto                     | 16.12.1974              | 11.03.1978              |
| Des. Emílio Alberto Maya Gischkow            | 14.03.1978              | 11.06.1979              |
| Des. Ladislau Fernando Röhnelt               | 18.06.1979              | 11.03.1982              |
| Des. Oscar Gomes Nunes                       | 12.03.1982              | 12.06.1983              |
| Des. Athos Gusmão Carneiro                   | 13.06.1983              | 16.03.1986              |
| Des. Milton dos Santos Martins               | 17.03.1986              | 07.04.1988              |
| Des. Marco Aurélio Costa Moreira de Oliveira | 08.04.1988              | 09.03.1989              |
| Des. Manoel Celeste dos Santos               | 10.03.1989              | 11.03.1990              |
| Des. Gilberto Niederauer Corrêa              | 12.03.1990              | 10.03.1993              |
| Des. José Vellinho de Lacerda                | 05.04.1993              | 10.02.1995              |
| Des. Luiz Melíbio Uiraçaba Machado           | 20.03.1995              | 10.05.1996              |
| Des. Tupinambá Miguel Castro do Nascimento   | 31.05.1996              | 05.03.1997              |
| Des. Celeste Vicente Rovani                  | 23.04.1997              | 12.05.1998              |
| Des. Élvio Schuch Pinto                      | 24.06.1998              | 05.03.1999              |
| Des. Osvaldo Stefanello                      | 13.04.1999              | 25.05.2000              |
| Des. José Eugênio Tedesco                    | 26.05.2000              | 31.05.2001              |
| Des. Clarindo Favretto                       | 01.06.2001              | 31.05.2002              |
| Des. Marco Antônio Barbosa Leal              | 31.05.2002              | 30.05.2003              |
| Des. Alfredo Guilherme Englert               | 30.05.2003              | 28.05.2004              |
| Des. Paulo Augusto Monte Lopes               | 28.05.2004              | 29.05.2005              |
| Des. Roque Miguel Fank                       | 31.05.2005              | 27.05.2006              |
| Des. Leo Lima                                | 30.05.2006              | 30.05.2007              |
| Des. Marcelo Bandeira Pereira                | 31.05.2007              | 29.05.2008              |
| Des. João Carlos Branco Cardoso              | 30.05.2008              | 28.05.2009              |
| Des. Sylvio Baptista Neto                    | 29.05.2009              | 28.05.2010              |
| Des. Luiz Felipe Silveira Difini             | 28.05.2010              | 27.05.2011              |
| Des. Marco Aurélio dos Santos Caminha        | 27.05.2011              | 27.05.2012              |
| Des. Gaspar Marques Batista                  | 27.05.2012              | 29.05.2013              |
| Desa. Elaine Harzheim Macedo                 | 29.05.2013              | 30.05.2014              |
| Des. Marco Aurélio Heinz                     | 30.05.2014              | 29.05.2015              |
| Des. Luiz Felipe Brasil Santos               | 29.05.2015              | 24.05.2016              |
| Desa. Liselena Schifino Robles Ribeiro       | 24.05.2016              | 26.05.2017              |
| Des. Carlos Cini Marchionatti                | 26.05.2017              | 25.05.2018              |
| Des. Jorge Luís Dall'Agnol                   | 26.05.2018              | 31.05.2019              |
| Desa. Marilene Bonzanini                     | 31.05.2019              | 22.05.2020              |
| Des. André Luiz Planella Villarinho          | 22.05.2020              | 28.05.2021              |
| Des. Arminio José Abreu Lima da Rosa         | 28.05.2021              | 23.05.2022              |
| Des. Francisco José Moesch                   | 23.05.2022              | 29.05.2023              |
| Desa. Vanderlei Teresinha Tremeia Kubiak     | 29.05.2023              | 22.05.2024              |
| Des. Voltairede Lima Moraes                  | 22.05.2024              | Atualmente              |